# August Alexander Kämmerer
August Alexander Kämmerer (* 8. März 1789 in Artern, Kurfürstentum Sachsen; † 3. Februar 1858 in St. Petersburg) war ein deutscher Geologe, Mineraloge und Apotheker.

## Leben
Kämmerer arbeitete als Oberbergapotheker und Grubendirektor in St. Petersburg. Ursprünglich aus Kursachsen stammend, gründete er Anfang des 19. Jahrhunderts die erste Apotheke in St. Petersburg und half 1818, die Petersburger Pharmazeutische Gesellschaft zu gründen. 1845 wurde er zu deren Direktor ernannt. In Heidelberg wurde er mit der Studie „Überblick der Theorien der Geologie Werners und Huttons“ promoviert. Die kaiserlich-russische Medizinal-Akademie ernannte ihm zum Apotheker Erster Klasse, 1824 wurde er Bergchemiker, bald darauf Leiter der Oberbergapotheke. Im Auftrag der Regierung fuhr er 1839 nach Pyrmont zur Versammlung deutscher Naturforscher und Ärzte.
Kaiser Nikolaus I. übertrug ihm einen Teil des Unterrichts der kaiserlichen Kinder.
August Alexander Kämmerer schenkte seine Mineraliensammlung der Universität Dorpat.

## Auszeichnungen und Ehrungen
Am 5. April 1851  benannte O. B. J. von Nordenskjöld nach Kämmerer die aus Ssaranowskaja stammende Permsche Klinochlor-Varietät Kämmererit. 
Zar Alexander II. ernannte Kämmerer zum Wirklichen Staatsrat mit dem Titel Exzellenz.